# Eric Thompson
Eric Thompson (4 de novembro de 1919 – 22 de agosto de 2015) foi um automobilista britânico nascido na Inglaterra que participou do Grande Prêmio da Grã-Bretanha de 1952. Ele terminou a prova em 5º lugar, marcando 2 pontos.
Em 2013, ele recebeu do ACO a distinção de piloto do Hall da Fama das 24 Horas de Le Mans.

## Resultado na Fórmula 1
(Legenda)
| Ano  | Equipe                | Chassis     | Motor          | 1   | 2    | 3   | 4   | 5       | 6   | 7   | 8   | Pontos | Posição |
| ---- | --------------------- | ----------- | -------------- | --- | ---- | --- | --- | ------- | --- | --- | --- | ------ | ------- |
| 1952 | Connaught Engineering | Connaught A | Lea Francis L4 | SUI | Indy | BEL | FRA | GBR 5 D | GER | NED | ITA | 2      | 21º     |

### 24 Horas de Le Mans[2]
| Ano  | Classe | N# | Equipe                | Co-Pilotos    | Chassis                      | Motor                | Pneus | Final   | Clas. Pos | Voltas |
| ---- | ------ | -- | --------------------- | ------------- | ---------------------------- | -------------------- | ----- | ------- | --------- | ------ |
| 1949 | S 1.5  | 35 | Ecurie Lapin Blanc    | Jack Fairman  | HRG 1500 Lightweight Le Mans | Singer 1.5L I4       |       | 8º      | 1º        | 202    |
| 1950 | S 3.0  | 20 | Aston Martin Ltd.     | John Gordon   | Aston Martin DB2             | Aston Martin 2.6L I6 | D     | DNF 58º | 10º       | 8      |
| 1951 | S 3.0  | 26 | Aston Martin Ltd.     | Lance Macklin | Aston Martin DB2             | Aston Martin 2.6L I6 | D     | 3º      | 1º        | 257    |
| 1952 | S 3.0  | 27 | Aston Martin Ltd.     | Reg Parnell   | Aston Martin DB3 Coupe       | Aston Martin 2.6L I6 | D     | DNF 56º | 13º       | 0      |
| 1953 | S 3.0  | 27 | Aston Martin Ltd.     | Dennis Poore  | Aston Martin DB3S            | Aston Martin 2.9L I6 | A     | DNF 30º | 5º        | 182    |
| 1954 | S 5.0  | 7  | David Brown           | Dennis Poore  | Lagonda DP115                | Lagonda 4.5L V12     | A     | DNF 49º | 13º       | 25     |
| 1955 | S 1.5  | 43 | Connaught Engineering | Ken McAlpine  | Connaught AL/SR              | Lea-Francis 1.5L I4  | D     | DNF 44º | 9º        | 60     |